# A Relation of the Second Voyage to Guiana. Performed and Written in the Year 1596

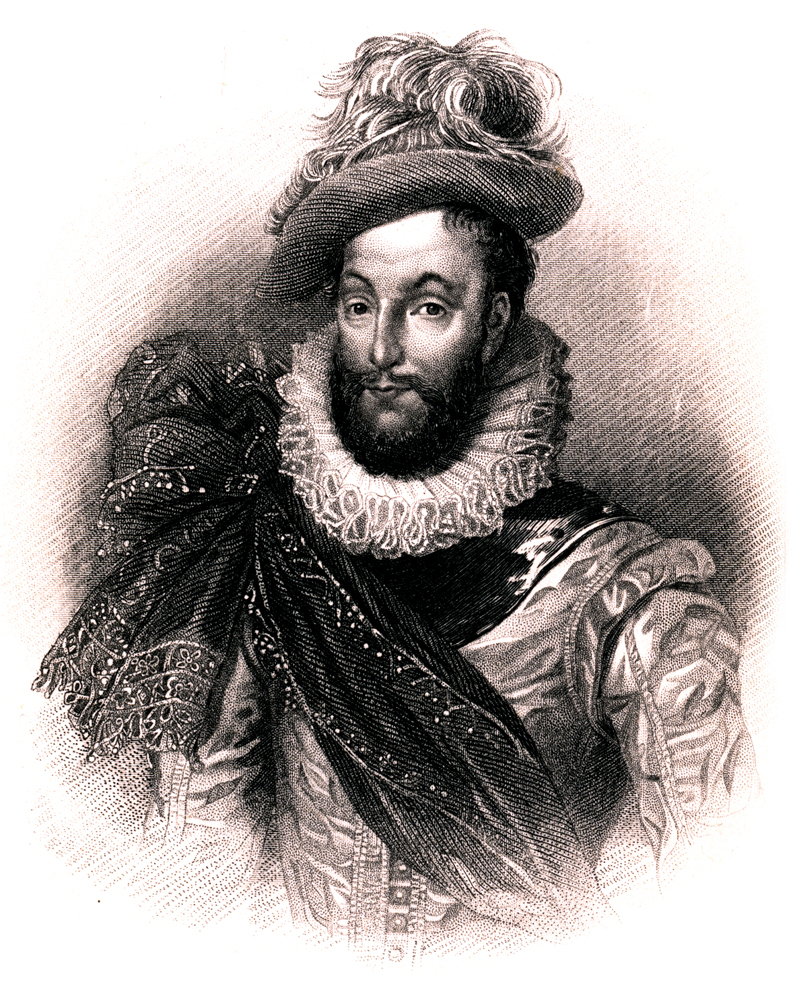
Walter Raleigh

A Relation of the Second Voyage to Guiana. Performed and Written in the Year 1596 – epos podróżniczy angielskiego żeglarza i poety Lawrence’a Kemysa (Keymisa), stanowiący zapis doświadczeń i wrażeń autora z rejsu do Ameryki pod dowództwem Waltera Raleigha. Utwór jest napisany wierszem białym (blank verse), czyli nierymowanym pentametrem jambicznym, to znaczy sylabotonicznym dziesięciozgłoskowcem, w którym akcenty padają na parzyste sylaby wersu. Cytat w oryginalnej elżbietańskiej ortografii angielskiej:

The fault and bitter pennance of the fault
Make red some others eyes with penitence,
For thine are cleare; and what more nimble spirites
Apter to byte at such vnhooked baytes,
Gaine by our losse; that must we needs confesse
Thy princelie valure would haue purchast vs.
Which shall be fame eternall to thy name,
Though thy contentment in thy graue desires,
Of our aduancement, faile deseru'd effect,
O how I feare thy glorie which I loue,
Least it should dearelie growe by our decrease.
Natures that stick in golden-graueld springs,
In mucke-pits cannot scape their swallowings.